# Правни лордови
Правни лордови (енгл. Law Lords) били су доживотни перови који су вршили судску власт Дома лордова. Заправо су то биле судије врховног суда у Уједињеном Краљевству.
Према Акту о апелационој надлежности 1876. службено су се називали „редовни апелациони лордови” (енгл. Lords of Appeal in Ordinary). Њихова функција је престала након ступања на снагу Уставног реформског акта 2005.

## Историјат
Британски Дом лордова је кроз историју имао право да разматра жалбе на пресуде судова. Жалбе су се формално упућивале ка King- или Queen-in-Parliament мада их није цјелокупни Парламент разматрао (тј. Дом комуна није учествовао у судским пословима). Лордови лаици су могли позивати судије на сједнице, али судије су тада имале право само да дају своје мишљење. Да би судску функцију Дома лордова могле вршити судије, високи судија сер Џејмс Парк је 1856. именован за доживотног пера. Будући да је тада постојало само насљедно перство, Дом лордова је одбио да га прими у своје чланство. Судија Парк је затим постао насљедни пер.
Двадесет година касније донесен је Акт о апелационој надлежности 1876. (енгл. Appellate Jurisdiction Act 1876) којим је утврђена судска власт Дома лордова. Овим законом су одређена два правна лорда (са титулом барона и доживотним мандатом) да врше највишу судску власт. Њихов број се напосљетку повећао на дванаест. Изворно су правни лордови могли бити парламентарци само док би вршили судијску функцију, али је једанаест година касније донесен Акт о апелационој надлежности 1887. према којем су и након пензионисања остајали чланови Дома лордова.
Број правних лордова се кроз године повећавао: од 1876 — два, од 1882 — три, од 1891 — четири, од 1913 — шест, од 1919 — седам, од 1947 — девет, од 1968 — једанаест и од 1994. до 2009 — дванаест.
Суђења у Дому лордова су се одржавала у пленарној сали гдје су биле и парламентарне сједнице (све до Другог свјетског рата). Пошто је пленарна сала Дома комуна била оштећена, народни посланици су прешли у пленарну салу Дома лордова, а лордови су се измјестили. Правни лордови су тада конституисали Апелациони комитет (енгл. Appellate Committee) који је почео са радом 26. маја 1948. у засебним просторијама. Рад овог судског вијећа се показао успјешним тако да је наставило постојати и након што су се лордови вратили у своју салу. Октобра 1962. почео је са радом још један апелациони комитет. Судска вијећа нису судила у пленарној сали, али су пресуде и даље тамо објављиване (исти правни лордови су одржавали пленарне сједнице Дома лордова и гласали за „извјештај” апелационих комитета).

## Судовање
Да би се један британски правник могао именовати за правног лорда морао је служити као: баристер најмање 15 година, лорд канцелар или судија Апелационог суда, Високог суда и Court of Session најмање двије године. Правни лордови су се пензионисали са 70 или 75 година, али су остајали доживотни чланови Дома лордова са титулом барона. Они су били и чланови Судског комитета Државног савјета (енгл. Judicial Committee of the Privy Council). У суђењима су им се могли придружити и остали апелациони лордови (енгл. Lords of Appeal) односно високе судије које су били перови, али не по својству правних лордова.
До Другог свјетског рата правни лордови су судили у пленарној сали Дома лордова, али након рата су конституисана судска вијећа или комитети: жалбени и апелациони. Жалбени комитети (енгл. Appeal Committees) од три правна лорда су одлучивали о прихватљивости жалби, а апелациони комитети (енгл. Appellate Committees) од пет или седам правних лордова су судили. Пресуде су и даље објављиване у пленарној сали Дома лордова.

## Виши правни лорд
Британски лорд канцелар је био формално овлашћен да одређује састав два жалбена комитета и два апелациона комитета Дома лордова, али та дужност је обично повјеравана тзв. вишем редовном апелационом лорду (енгл. Senior Lord of Appeal in Ordinary) односно вишем правном лорду (енгл. Senior Law Lord). Изворно је то био правни лорд са највише година судијске службе у Дому лордова, а касније се на тај положај могао именовати било који правни лорд. Постојао је још и тзв. други виши правни лорд (енгл. Second Senior Law Lord) као његов замјеник.